# Драгутин Горянович-Крамбергер
Драгутин Горянович-Крамбергер (хорв. Dragutin Gorjanović-Kramberger; 25 жовтня 1856, Загреб — 24 грудня 1936, там же) — хорватський геолог, палеонтолог і антрополог. Почесний громадянин Загреба, Крапини і Карловаця.

## Біографія
Вивчав палеонтологію в Цюриху та Мюнхені, отримав докторський ступінь в Тюбінгені 1879 року, його дисертація була присвячена скам'янілостям риб. Після опікувався відділом мінералогії і геології Хорватського Національного музею, зараз відомого як Хорватський природничий музей.
З 1883 по 1924 роки — співробітник Загребського університету, з 1893 року очолював кафедру геології та палеонтології. Його наукова діяльність охоплює палеонтологію, стратиграфію, тектоніку, палеокліматологію, гідрографію, прикладну геологію і геологічне картування (зі своїм наставником Джуро Піларом картував гору Медведниця).
1909 року заснував Геологічне товариство Хорватії і Славонії (хорв. Geološko povjerenstvo za Hrvatsku i Slavoniju), а в 1911 році — журнал товариства «Вісті геологічної комісії» (хорв. Vijesti geološkog povjerenstva). Член Хорватської академії наук і мистецтв з 1909 року.

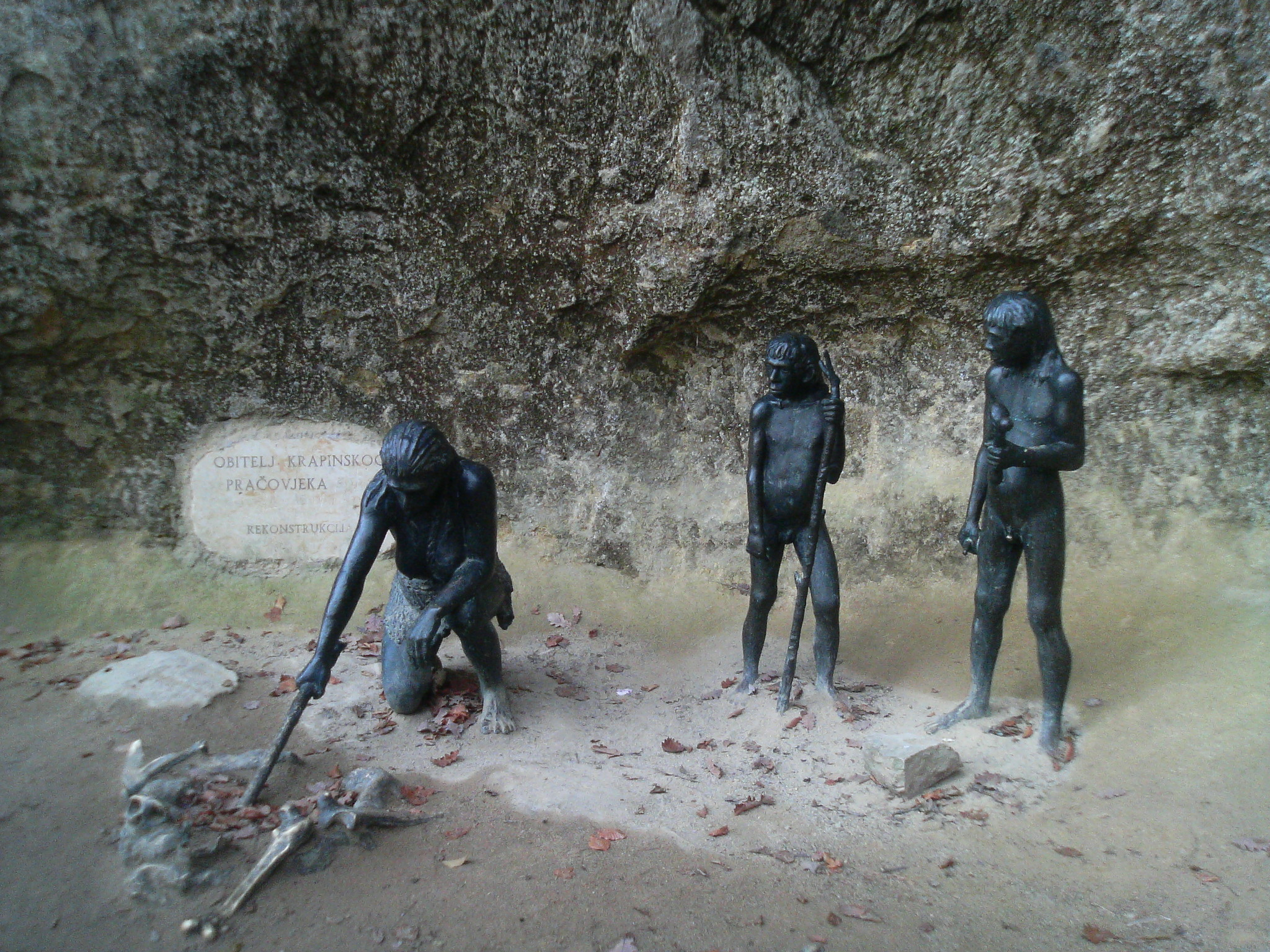
Сім'я стародавньої людини

У 1899 році здійснив важливе відкриття, виявивши поблизу міста Крапина велике скупчення останків доісторичних людей (так званий «крапинський неандерталець», спочатку названий Горяновичем Homo primigenius). Завдяки детальному вивченню знайдених скелетів Горянович вважається засновником сучасної палеоантропології.
Автор понад 230 праць у хорватських і міжнародних журналах, серед яких можна виділити монографію «Diluvijalni čovjek iz Krapine u Hrvatskoj» (1905) та її розширене перевидання «Život i kultura diluvijalnog čovjeka iz Krapine u Hrvatskoj» (1913).